# Calophyllum savannarum
Calophyllum savannarum là một loài thực vật có hoa thuộc họ Clusiaceae.
Loài này chỉ có ở Indonesia.